# Памятник Рихарду Зорге (Новосибирск)
Памятник Рихарду Зорге —  мемориальное сооружение, установленное на пересечении улицы Зорге и улицы Сибиряков-гвардейцев в Кировском районе города Новосибирска.

## Описание
Памятник Р. Зорге выполнен из серого камня. Форма — две парусообразные каменные плиты расходятся под тупым углом. В верхней части среза угла — квадратная плитка с портретом Р. Зорге. На правой плите текст: «ЗОРГЕ / РИХАРД / 1895—1944 / Советский разведчик / Герой Советского Союза (1964 г. — посмертно). Сообщил дату вторжения и план военных действий немецко-фашистских войск на территории России. 18 октября 1941 года арестован японской полицией. 29 сентября 1943 года приговорен к смертной казни. 7 октября 1944 года казнен». Под текстом — Звезда Героя Советского Союза и две сплетённые ветви.

## Память

Рабочая версия бюста Зорге

Именем Героя Советского Союза Рихарда Зорге носит название улица, начинающаяся от самого памятника. Новосибирск имеет косвенное отношение к разведывательной группе Зорге. Анна Клаузен, жена радиста группы Макса Клаузена, носила девичью фамилию Анна Жданкова и родилась в Новониколаевске.

## Ремонт
В год 65-летия Победы вместо сооружения планировалось установить бюст Зорге работы скульптора Владимира Грачева, автора сидящего Михаила Глинки перед входом в Новосибирскую Консерваторию. Глава Кировского района прокомментировал ситуацию так:
Действительно, инициативной группой граждан была предложена идея об установке бюста Рихарду Зорге в год 65-летия Великой Победы. Но, к сожалению, не были изысканы средства для её реализации. В связи с этим мы были вынуждены ограничиться проведением скромного благоустройства вокруг существующего памятного знака. Но планы по установке бюста сохраняются и сейчас, хотя сложно говорить о конкретных сроках установки памятника. Это будет зависеть как от финансовых возможностей, так и от настойчивости жителей района.